# M.I.A.
Матха́нги «Ма́йа» Арулпрагаса́м (англ. Mathangi "Maya" Arulpragasam, там. மாதங்கி 'மாயா' அருள்பிரகாசம்; род. 18 июля 1975 года), более известная как M.I.A. («Эм-ай-э́й») —  британская  певица тамильского происхождения, автор песен, которая также продюсирует записи других исполнителей, снимает видеоклипы и выступает в роли художника и дизайнера.

## Биография
Матханги Арулпрагасам родилась 18 июля 1975 года в Лондоне в семье Арула Прагасама, тамильского активиста и участника Революционной организации студентов Илама, связанной с Тиграми освобождения Тамил-Илама. Когда ей было шесть месяцев, её семья переехала в Джафну, где родился её брат Сугу. Детство провела в Мадрасе и на Джаффне (в условиях гражданской войны на Шри-Ланке).
Арулпрагасам вернулась в Джафну в 2001 году, чтобы снять документальный фильм о тамильской молодёжи, но не смогла завершить проект, потому что столкнулась с преследованиями. В 2001 году провела первую выставку собственных графических работ на темы тамильского освободительного движения. Майя занимает активную социальную позицию и делает заявления по актуальным политическим вопросам.
В 2004 году синглы M.I.A. «Galang» и «Sunshowers», в которых перемешаны разнообразные влияния от традиционной индийской музыки до The Clash, приобрели популярность в Интернете. На волне успеха M.I.A. подписала контракт с лейблом XL и выпустила два альбома — Arular (2005) и Kala (2007), которые были тепло приняты критиками. Эти оба альбома были названы в честь её отца и матери.
Следующий сингл «Paper Planes» стал одной из наиболее популярных летних мелодий 2008 года в США. В национальном хит-параде продаж Billboard Hot 100 он достиг 4-го места. Тогда же в лучшей десятке отметился сингл «Swagga Like Us», на котором рэперы Jay-Z и T.I. просемплировали самый известный трек M.I.A.
В 2010 году M.I.A. выпускает свою третью пластинку Maya (стилизовано «/\/\/\Y/\») и два сингла «Born Free» и «XXXO». Клип на песню «Born Free» был официально запрещён администрацией интернет-канала Vevo, так как содержит сцены насилия, издевательства и убийства группы рыжеволосых подростков американскими военными.
31 декабря 2010 певица объявила, что собирается выпустить новый микстейп[неизвестный термин] Vicki Leekx. Хотя до недавнего сообщения в твиттере M.I.A. и не было никакой информации о релизе, оказалось, что работа велась между гастролями, которые продолжались весь 2010 год. Имя нового творения не случайно: это переделанное название скандально известного сайта WikiLeaks, на котором осуществляется публикация секретных государственных документов. Запись была загружена в Интернет для бесплатного скачивания, тем самым певица продолжила набирающую популярность тенденцию: все больше и больше музыкантов выпускают свою музыку в свободном доступе.
Певица представляла азиатскую континентальную музыку на молодёжном чемпионате мира по футболу 2011 года.

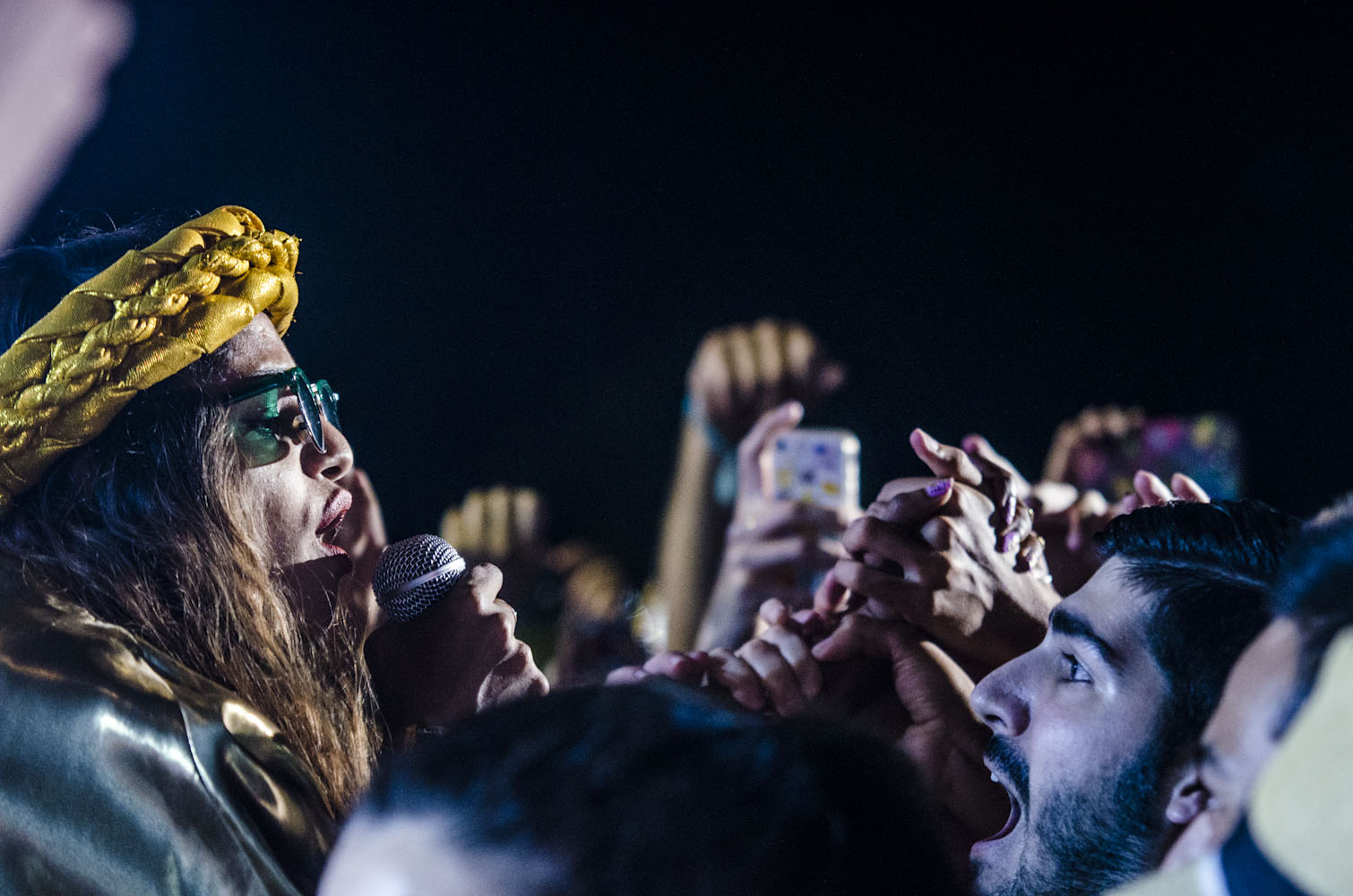

В 2012 году M.I.A. была приглашена как сопродюсер и исполнитель для записи двенадцатого альбома Мадонны MDNA. Вместе с Ники Минаж она стала соисполнителем первого сингла «Give Me All Your Luvin’», а также песни «B-day Song».
30 января 2012 года выпустила лид-сингл «Bad Girls» со своего предстоящего четвёртого альбома. 3 февраля 2012 года на песню вышло музыкальное видео. Оно получило номинацию «Видео года» на церемонии вручения наград MTV Video Music Awards 2012 и на 55-й премии «Грэмми».
В ноябре 2013 года выпустила свой четвёртый альбом Matangi. Пластинка получила положительные отзывы критиков.
9 сентября 2016 года выпустила свой пятый альбом AIM, с помощью таких лейблов как Interscope Records и  Polydor.
11 апреля 2016 года выходит ролик H&M с участием M.I.A., ради поддержки всемирной недели переработки. Для видеоролика певица пишет новую песню, в которой обращает внимание на проблемы окружающей среды.

## Дискография

### Студийные альбомы
- Arular (2005)
- Kala (2007)
- /\/\/\Y/\ (2010)
- Matangi (2013)
- AIM[англ.] (2016)
- Mata (2022)

### Микстейпы
- Piracy Funds Terrorism Volume 1 (2004)
- Vicki Leekx (2010)

### Синглы
| Год  | Название                                                                                    | Наивысшая позиция в чарте | Наивысшая позиция в чарте | Наивысшая позиция в чарте | Наивысшая позиция в чарте | Наивысшая позиция в чарте | Наивысшая позиция в чарте | Наивысшая позиция в чарте | Наивысшая позиция в чарте | Наивысшая позиция в чарте | Наивысшая позиция в чарте | Альбом                               |
| Год  | Название                                                                                    | UK                        | US                        | US DAN                    | US R&B                    | AUS                       | BEL (FL) [C]              | CAN [D]                   | DEN                       | NLD                       | SWE                       | Альбом                               |
| ---- | ------------------------------------------------------------------------------------------- | ------------------------- | ------------------------- | ------------------------- | ------------------------- | ------------------------- | ------------------------- | ------------------------- | ------------------------- | ------------------------- | ------------------------- | ------------------------------------ |
| 2003 | «Galang»                                                                                    | —                         | —                         | —                         | —                         | —                         | —                         | —                         | —                         | —                         | —                         | Arular                               |
| 2004 | «Sunshowers»                                                                                | 93                        | —                         | —                         | —                         | —                         | —                         | —                         | —                         | —                         | —                         | Arular                               |
| 2004 | «Galang»                                                                                    | 77                        | —                         | —                         | —                         | —                         | —                         | —                         | —                         | —                         | —                         | Arular                               |
| 2005 | «Hombre»                                                                                    | —                         | —                         | —                         | —                         | —                         | —                         | —                         | —                         | —                         | —                         | Arular                               |
| 2005 | «Bucky Done Gun»                                                                            | 88                        | —                         | —                         | —                         | —                         | —                         | —                         | —                         | —                         | —                         | Arular                               |
| 2005 | «Galang '05»                                                                                | 77                        | —                         | 11                        | —                         | —                         | —                         | —                         | —                         | —                         | —                         | Arular                               |
| 2006 | «Bird Flu»                                                                                  | —                         | —                         | —                         | —                         | —                         | —                         | —                         | —                         | —                         | —                         | Kala                                 |
| 2007 | «Boyz»                                                                                      | —                         | —                         | 3                         | —                         | —                         | —                         | —                         | —                         | —                         | —                         | Kala                                 |
| 2007 | «Jimmy»                                                                                     | 66                        | —                         | —                         | —                         | —                         | —                         | —                         | —                         | —                         | —                         | Kala                                 |
| 2007 | «Sound of Kuduro» (Buraka Som Sistema featuring M.I.A., DJ Znobia, Saborosa and Puto Prata) | —                         | —                         | —                         | —                         | —                         | —                         | —                         | —                         | —                         | —                         | Black Diamond/ Kala (делюкс издание) |
| 2008 | «Paper Planes»                                                                              | 19                        | 4                         | 1                         | 36                        | 66                        | 18                        | 7                         | 18                        | 57                        | —                         | Kala                                 |
| 2009 | «O... Saya» (A. R. Rahman and M.I.A.)                                                       | —                         | 93                        | —                         | —                         | —                         | —                         | —                         | —                         | —                         | —                         | Slumdog Millionaire                  |
| 2009 | «Bang» (Rye Rye featuring M.I.A.)                                                           | —                         | —                         | —                         | —                         | —                         | —                         | —                         | —                         | —                         | —                         | Fast & Furious                       |
| 2010 | «Born Free»                                                                                 | 156                       | —                         | —                         | —                         | —                         | —                         | —                         | —                         | —                         | 58                        | Maya                                 |
| 2010 | «XXXO»                                                                                      | 26                        | —                         | —                         | —                         | 74                        | 57                        | —                         | —                         | —                         | —                         | Maya                                 |
| 2010 | «Steppin' Up»                                                                               | —                         | —                         | —                         | —                         | —                         | —                         | —                         | —                         | —                         | —                         | Maya                                 |
| 2010 | «Teqkilla»                                                                                  | —                         | —                         | —                         | —                         | —                         | —                         | 93                        | —                         | —                         | —                         | Maya                                 |
| 2010 | «Tell Me Why»                                                                               | —                         | —                         | —                         | —                         | —                         | —                         | —                         | —                         | —                         | —                         | Maya                                 |
| 2010 | «Sunshine» (Rye Rye featuring M.I.A.)                                                       | —                         | —                         | —                         | —                         | —                         | —                         | —                         | —                         | —                         | —                         | отдельный сингл                      |
| 2010 | «It Takes a Muscle»                                                                         | —                         | —                         | —                         | —                         | —                         | —                         | —                         | —                         | —                         | —                         | Maya                                 |
| 2012 | «Give Me All Your Luvin'» (Madonna featuring M.I.A & Nicki Minaj)                           | 1                         | 10                        | —                         | —                         | —                         | —                         | —                         | —                         | —                         | —                         | MDNA                                 |
| 2012 | «—» denotes releases that did not chart or were not released in that country.               |                           |                           |                           |                           |                           |                           |                           |                           |                           |                           |                                      |

## Видеоклипы

### В качестве ведущего артиста
| Название                | Год  | Режиссёр(ы)                          |
| ----------------------- | ---- | ------------------------------------ |
| «Galang»                | 2004 | Ruben Fleischer                      |
| «Sunshowers»            | 2004 | Rajesh Touchriver                    |
| «Bucky Done Gun»        | 2005 | Anthony Mandler                      |
| «Bird Flu»              | 2007 | M.I.A. and Kalyan Kumar              |
| «Boyz»                  | 2007 | M.I.A. and Jason «Jay Will» Williams |
| «Jimmy»                 | 2007 | Nezar Khamal                         |
| «Paper Planes»          | 2008 | Bernard Gourley                      |
| «Space»                 | 2010 | Unknown                              |
| «Born Free»             | 2010 | Ромен Гаврас                         |
| «XXXO»                  | 2010 | M.I.A.                               |
| «Story to Be Told»      | 2010 | Unknown                              |
| «Bad Girls»             | 2012 | Ромен Гаврас                         |
| «Bring the Noize»       | 2013 | Ben Newman                           |
| «Come Walk with Me»     | 2013 | Unknown                              |
| «Y.A.L.A.»              | 2013 | Daniel Sannwald                      |
| «Double Bubble Trouble» | 2014 | M.I.A.                               |
| «Swords»                | 2015 | M.I.A.                               |
| «Warriors»              | 2015 | M.I.A.                               |
| «Borders»               | 2015 | M.I.A.                               |
| «Go Off»                | 2016 | M.I.A.                               |
| «P.O.W.A.»              | 2017 | M.I.A.                               |
| «Finally»               | 2017 | Vivian Sassan                        |

### В качестве приглашённого исполнителя
| Название                                                                                    | Год  | Режиссёр(ы)                          |
| ------------------------------------------------------------------------------------------- | ---- | ------------------------------------ |
| «Sound of Kuduro» (Buraka Som Sistema featuring DJ Znobia, M.I.A., Saborosa and Puto Prata) | 2008 | João Pedro Moreira and Carlos Afonso |
| «Bang» (Rye Rye featuring M.I.A.)                                                           | 2009 | M.I.A.                               |
| «Sunshine» (Rye Rye featuring M.I.A.)                                                       | 2010 | Jess Holzworth                       |
| «Give Me All Your Luvin'» (Madonna featuring Nicki Minaj and M.I.A.)                        | 2012 | MegaForce                            |
| «The New International Sound Pt. II» (GENER8ION + M.I.A.)                                   | 2015 | Inigo Westmeier                      |
| «FRANCHISE» (Travis Scott feat. Young Thug & M.I.A.)                                        | 2020 | Travis Scott                         |